# Luis Fernández (labdarúgó)
Luis Fernández, Luis Miguel Fernández Toledo (Tarifa, 1959. október 2. –) Európa-bajnok francia labdarúgó, középpályás, edző.

## Pályafutása

### Klubcsapatban
1969-70-ben a HAVE Minguettes csapatában kezdte a labdarúgást, majd 1978-ig a St-Priest korosztályos csapatában játszott. 1978 és 1986 között a PSG labdarúgója volt, ahol egy bajnoki címet és két francia kupa győzelmet szerzett a csapattal. 1986 és 1989 között az RC Paris, 1989 és 1993 között az AS Cannes együtteseiben szerepelt. 1993-ban vonult vissza az aktív labdarúgástól.

### A válogatottban
1982 és 1992 között 60 alkalommal szerepelt a francia válogatottban és hat gólt szerzett. 1984-ben a hazai rendezésű Európa-bajnokságon aranyérmes lett a válogatottal. 1986-os mexikói világbajnokságon bronzérmet szerzett az együttessel. Utolsó nemzetközi tornája az 1992-es svédországi Európa-bajnokság volt.

### Edzőként
Még aktív játékosként 1992-ben lett az AS Cannes vezetőedzője, ahol két idényen át tevékenykedett. 1994 és 1996 között korábbi klubja a PSG vezetőedzője volt. Legnagyobb sikereit itt érte el. 1995-ben francia kupát nyert a csapattal, majd a következő idényben a kupagyőztesek Európa-kupáját is megnyerték. 1996-ban a francia szuperkupát is elhódította az együttessel. 1996 és 2000 között a spanyol Athletic Bilbao szakmai munkáját irányította. 2000 és 2003 között ismét a PSG edzője volt (akkor Paris FC néven szerepeltek). A 2003-04-es idényben a spanyol RCD Espanyol együttesénél dolgozott. 2005-ben a katari Al Rayyan, 2005-06-ban az izraeli Bétár Jerusálajim, 2006-07-ben a spanyol Real Betis vezetőedzője volt. Majd visszatért Franciaországba és 2008-09-ben a Stade de Reims csapatánál tevékenykedett. 2010-11-ben az izraeli, 2015-16-ban a guineai válogatott szövetségi kapitánya volt.

## Sikerei, díjai

### Játékosként
- Az év francia labdarúgója: 1985

 Franciaország
- Európa-bajnokság
  - aranyérmes: 1984, Franciaország
- Világbajnokság
  - bronzérmes: 1986, Mexikó

 Paris Saint-Germain
- Francia bajnokság (Ligue 1)
  - bajnok: 1985–86
- Francia kupa (Coupe de France)
  - győztes: 1982, 1983

### Edzőként
- Az év francia labdarúgóedzője: 1993

 Paris Saint-Germain
- Francia kupa (Coupe de France)
  - győztes: 1995
- Francia szuperkupa (Trophée des Champions)
  - győztes: 1996
- Kupagyőztesek Európa-kupája (KEK)
  - győztes: 1995–96